# Хидето Такахаши
Хидето Такахаши (јап. 高橋 秀人; 17. октобар 1987) јапански је фудбалер.

## Каријера
Током каријере је играо за Токио, Висел Кобе и Саган Тосу.

## Репрезентација
За репрезентацију Јапана дебитовао је 2012. године. За тај тим је одиграо 7 утакмица.

## Статистика
| Јапан  | Јапан   | Јапан  |
| Година | Наступи | Голови |
| ------ | ------- | ------ |
| 2012.  | 4       | 0      |
| 2013.  | 3       | 0      |
| Укупно | 7       | 0      |